# Pete Seeger
Peter „Pete” Seeger (n. 3 mai 1919, New York City, New York, SUA – d. 27 ianuarie 2014, New York City, New York, SUA) a fost un cântăreț de muzică folk și activist american.
A studiat o perioadă la Harvard, dar a renunțat pentru a călători. În anul 1940 a înființat trupa Almanac Singers, împreună cu Woody Guthrie. 
În 1948, cu Lee Hays, Ronnie Gilbert și Fred Helleman a format The Weavers.

## Discografie selectivă
| Data lansării | Album | Casa de discuri      |
| ------------- | --- | -------------------- |
| 1954          | The Pete Seeger Sampler | Folkways Records     |
| 1955          | Bantu Choral Folk Songs | Folkways Records     |
| 1955          | Birds, Beasts, Bugs and Little Fishes & Birds, Beasts, Bugs and Bigger Fishes (pentru copii) | Folkways Records     |
| 1956          | Love Songs for Friends and Foes | Folkways Records     |
| 1956          | With Voices Together We Sing | Folkways Records     |
| 1957          | American Ballads | Folkways Records     |
| 1958          | Gazette, Vol. 1 | Folkways Records     |
| 1959          | American Play Parties | Folkways Records     |
| 1960          | Champlain Valley Songs | Folkways Records     |
| 1960          | At The Village Gate | Folkways Records     |
| 1961          | Story Songs | Columbia Records     |
| 1962          | 12-String Guitar as Played by Lead Belly | Folkways Records     |
| 1963          | We Shall Overcome | Columbia Records     |
| 1964          | Broadsides – Songs and Ballads | Folkways Records     |
| 1964          | Songs of Struggle and Protest, 1930–50 | Folkways Records     |
| 1966          | God Bless The Grass | Columbia Records     |
| 1966          | Dangerous Songs!? | Columbia Records     |
| 1967          | Waist Deep In The Big Muddy And Other Love Songs | Columbia Records     |
| 1968          | Wimoweh and Other Songs of Freedom and Protest | Folkways Records     |
| 1973          | Rainbow Race | Columbia Records     |
| 1974          | Banks of Marble and Other Songs | Folkways Records     |
| 1979          | Circles & Seasons | Warner Bros. Records |
| 1980          | God Bless the Grass | Folkways Records     |
| 1989          | Traditional Christmas Carols | Smithsonian Folkways |
| 1990          | American Folk Songs for Children | Smithsonian Folkways |
| 1990          | Folk Songs for Young People | Smithsonian Folkways |
| 1991          | Abiyoyo and Other Story Songs for Children | Smithsonian Folkways |
| 1992          | American Industrial Ballads (Reissue of 1956 album) | Smithsonian Folkways |
| 1993          | Darling Corey/Goofing-Off Suite | Smithsonian Folkways |
| 1996          | Pete | Living Music Records |
| 1998          | Birds, Beasts, Bugs and Fishes (Little and Big) | Smithsonian Folkways |
| 1998          | If I Had a Hammer: Songs of Hope and Struggle | Smithsonian Folkways |
| 1998          | Headlines and Footnotes: A Collection of Topical Songs | Smithsonian Folkways |
| 2000          | American Folk, Game and Activity Songs | Smithsonian Folkways |
| 2002          | American Favorite Ballads, Vol. 1 | Smithsonian Folkways |
| 2003          | American Favorite Ballads, Vol. 2 | Smithsonian Folkways |
| 2004          | American Favorite Ballads, Vol. 3 | Smithsonian Folkways |
| 2006          | American Favorite Ballads, Vol. 4 | Smithsonian Folkways |
| 2007          | American Favorite Ballads, Vol. 5 | Smithsonian Folkways |
| 2008          | At 89 | Appleseed Recordings |
| 2009          | Pete Seeger at Bard College credited to "Ono Okoy and the Banshees", a student performance art group dedicated to "preserving the footsteps of Pete Seeger" by singing folk music and recording his footsteps. | Appleseed Recordings |
| 2009          | American Favorite Ballads, The Complete Collection Vol. 1–5 | Smithsonian Folkways |
| 2010          | Tomorrow's Children (Pete Seeger and the Rivertown Kids and Friends) | Appleseed Recordings |
| 2012          | The Complete Bowdoin College Concert 1960 | Smithsonian Folkways |
| 2012          | A More Perfect Union | Appleseed Recordings |
| 2012          | Pete Remembers Woody | Appleseed Recordings |
| 2013          | The Storm King – Stories, Narratives, Poems | Hachette Original    |